# Årstiderne (Klovn-afsnit)
 For alternative betydninger, se Årstiderne. (Se også artikler, som begynder med Årstiderne)
"Årstiderne" er 9. afsnit i den første sæson af den danske sitcomserie Klovn.
Afsnittet er instrueret af Mikkel Nørgaard og skrevet af Casper Christensen.

## Handling
Mia og Frank kommer hjem fra ferie og opdager, at Aarstiderne har leveret kasser til dem imens de var væk, og nu er frugten rådden. Frank forsøger at få afklaret sagen med Aarstiderne og ender med at pynte lidt på sandheden for at stille sig selv i et bedre lys. 
Samtidig planlægger Frank og Casper at springe i faldskærm. De er begge enige om, at de vil springe solospring, men da Frank ikke føler sig helt tryg, vil han hellere springe tandem med deres instruktør, Lasse Spang Olsen. Lasse tager trøjen af og ligger sig på Franks ryg for at demonstrere. Dette finder Frank ubehageligt, og vælger at springe solo alligevel.
Imens er sagen med Aarstiderne blevet afklaret. De har fyret buddet på baggrund af Franks løgnehistorie, og han bliver advaret om, at buddet er tidligere voldsdømt, så Frank bør undgå kontakt med ham. På dagen for Caspers og Franks faldskærmsspring viser det sig, at det er buddet fra Årstiderne der har pakket deres faldskærme, og nu vil Frank alligevel gerne springe tandem.

## Hovedskuespillere
- Frank : Frank Hvam
- Casper : Casper Christensen
- Mia : Mia Lyhne
- Iben : Iben Hjejle

## Øvrige medvirkende
- Lasse : Lasse Spang Olsen
- Nabo : Bill Nohani
- Bud fra Årstiderne : David Dencik
- Chef fra Årstiderne : Christian Hjejle